# Cornucoquimba decorata
Cornucoquimba decorata is een mosselkreeftjessoort uit de familie van de Hemicytheridae. De wetenschappelijke naam van de soort is voor het eerst geldig gepubliceerd in 1996 door Ramos.